# Henning Wiesner
Henning Wiesner (* 22. November 1944 in Neiße, Oberschlesien) ist ein deutscher Tierarzt und war bis Ende 2009 Direktor des Tierparks München-Hellabrunn.

## Leben
Wiesners Familie flüchtete zum Ende des Zweiten Weltkrieges aus Neiße vor der russischen Armee und landete in Weil am Rhein. Nach seinem Abitur 1964 in Lörrach leistete er den Militärdienst ab. Danach wollten seine Eltern (der Vater war Professor der Archäologie und die Mutter Ärztin), dass er Humanmedizin studiert. Jedoch entschied sich Henning Wiesner für die Tiermedizin und studierte von 1965 bis 1971 Veterinärmedizin an der Justus-Liebig-Universität in Gießen und der Ludwig-Maximilians-Universität in München. 1971 schloss er seine Promotion mit der Arbeit „Studie zur Anwendung der Umbelliferen in der Rossarznei des 16. Jahrhunderts“ an der tierärztlichen Fakultät der Universität München mit „summa cum laude“ ab. Sofort danach bekam er eine Assistenzstelle am „Institut für Krankheiten des Haus- und Wildgeflügels“ an der LMU. Dort behandelte er unter anderem auch die berühmten Graugänse des Verhaltensforscher Konrad Lorenz. 1972 wurde er Zootierarzt im Münchner Tierpark Hellabrunn. In seiner Zeit als Tierarzt konnte er die gefährliche Papageienkrankheit bekämpfen und so den Zoo vor der Schließung bewahren. Darüber hinaus fand er heraus, dass die weltberühmten und in freier Wildbahn ausgestorbenen Przewalski-Pferde aufgrund einer behandelbaren Streptokokken-Infektion sich nicht mehr vermehrten.
1980 wurde er Zoologischer Direktor und ein Jahr darauf Vorstandsmitglied der Münchner Tierpark AG Hellabrunn. 1987 wurde ihm der Titel „Professor“ verliehen. Als Honorarprofessor ist er seitdem nebenbei an der biologischen Fakultät sowie der tierärztlichen Fakultät der Ludwig-Maximilians-Universität München tätig. In seiner Position als Zoodirektor setzte er sich für seine Idee ein, die Tiere nicht in einer künstlichen, sondern in einer natürlichen Landschaft zu integrieren. Darüber hinaus ließ er die meisten Mauern und Zäune abbauen und setzte als Absperrung Gräben und Benjeshecken ein. Gemäß seinem Motto „Klasse statt Masse“ reduzierte er die Zahl der gehaltenen Tiere während seiner Tätigkeit. Trotzdem kommen seit 25 Jahren jährlich im Durchschnitt 1,3 Millionen Besucher, mehr als nach Schloss Neuschwanstein.
Wiesner ist seit 1975 als wissenschaftlicher Berater für die verschiedensten Tierschutzorganisation und Zoos auf allen Erdteilen der Welt tätig. In dieser Funktion war er in mehr als 50 Institutionen tätig und unterstützte rund 20 Projekte weltweit. Für Tierschutzzwecke konnte er rund 800.000 Euro an Spenden einsammeln. Weltweit bekannt ist er für seine ausgefeilte Technik, Tiere in schonender Weise mit Blasrohren zu betäuben. Diese Technik wird ursprünglich vor allem von verschiedenen Ethnien Südamerikas und Asiens zur Jagd eingesetzt. Wiesner hingegen hat das Blasrohr weiterentwickelt und perfektioniert: Dabei wird eine geladene Spritze zusätzlich unter Luftdruck gesetzt und die seitliche Öffnung an der Nadel mit einem Kunststoffring verschlossen. Beim Auftreffen in die Haut verschiebt sich der Ring, so dass die Spritze automatisch entlädt. Darüber hinaus entwickelte er eine spezielle Mischung von Narkosemitteln, die es ermöglicht, Tiere jeder Größenordnung behutsam zu betäuben. 1998 wurde er dafür mit dem Felix-Wankel-Tierschutz-Forschungspreis geehrt. 2006 erhielt er das Bundesverdienstkreuz.
Am 31. Oktober 2009 trat er als Direktor des Münchener Tierparks in den Ruhestand. Sein Nachfolger wurde Andreas Knieriem. Am 22. Januar 2013 wurde Wiesner zum tierärztlichen Leiter des Salzburger Zoos berufen. Bereits seit Herbst 2012 gehört er einer Expertenkommission an, die einen Masterplan für die zukünftige Entwicklung des Zoos erstellt.
Wiesners Tochter Miriam ist ebenfalls Tierärztin und seit Ende 2014 als alleinige Tierärztin im Salzburger Zoo Hellbrunn tätig.

## Trivia
Wiesner übernahm im August 2011 die wissenschaftliche Leitung der Bemühungen, die drei Monate zuvor entlaufene Kuh Yvonne einzufangen. Am 2. September betäubte er mit einem Blasrohr die Kuh, die auf einer Weide aufgetaucht war und danach auf den Gnadenhof Gut Aiderbichl verbracht wurde.
Henning Wiesner hat eine eigene Rubrik auf Bayern 1. In „Henning Wiesners Tierwelt“ beantwortet er unter anderem Hörerfragen.

## Schriften
- hrsg. mit Hans-Heinrich M. Hatlapa: Die Praxis der Wildtierimmobilisation. Parey, Hamburg 1982, ISBN 3-490-01818-4.
- mit Fritz Hirsch: Hellabrunn. Der Münchener Tierpark. Tierfotografien von Toni Angermayer. Bayerland, Dachau 1984, ISBN 3-922394-47-7.
- Zootiere. Merkmale und Lebensweise der wichtigsten Arten. BLV, München 1985, ISBN 3-405-13111-1.
- mit Walli Müller, Günter Mattei: Viechereien. 53 tierische Fragen und Antworten. Heyne, München 1998, ISBN 3-453-13772-8.
- mit Walli Müller, Günter Mattei: Müssen Tiere Zähne putzen? … und andere Fragen an einen Zoodirektor. Hanser, München 2005, ISBN 3-446-20611-6.
- Das große Buch der Tiere. Ein Zoodirektor erzählt. Hanser, München 2006, ISBN 3-446-20738-4.
- Tierkinder im Zoo. BLV, München 2008, ISBN 978-3-8354-0421-2.
- Wenn Hunde sprechen könnten!, Erstaunliches vom ältesten Haustier des Menschen. Illustriert von Günter Mattei, Hanser, München 2013, ISBN 978-3-446-24169-5.